# Slikvaaggronden
Een slikvaaggrond is een bodemtype binnen het Nederlandse systeem van bodemclassificatie en behoort tot de initiale vaaggronden. Dit zijn buitendijkse, zeer waterrijke, geheel slappe zavel- en kleigronden die voornamelijk bestaan uit bijna ongerijpt of geheel ongerijpt materiaal. Het zijn gronden waarin totaal geen bodemvorming heeft plaatsgevonden. Pas na drooglegging en (irreversibel) verlies van water zal er bodemvorming kunnen plaatsvinden.
Slikvaaggronden zijn doorgaans kalkrijk tot zeer kalkrijk, vrijwel tot aan het oppervlak gereduceerd en veelal onbegaanbaar. Ze zijn te vinden in gebieden die door het getij overstromen, zoals op slikken in Zeeland, Groningen en Friesland. Ook de nog niet goed ontwaterde, pas drooggevallen, gronden in de IJsselmeerpolders werden tot de slikvaaggronden gerekend.
Op de wat hogere delen van de buitendijkse gronden worden gorsvaaggronden aangetroffen. Slikvaaggronden en gorsvaaggronden worden samen ook wel buitendijkse kleigronden genoemd. Wanneer deze gronden niet meer worden overstroomd, kunnen deze zich in enkele tientallen jaren ontwikkelen tot meer gerijpte nesvaaggronden of poldervaaggronden.
| Horizont | Diepte   | Omschrijving                                                |
| -------- | -------- | ----------------------------------------------------------- |
| Cri1     | 0–35 cm  | donkergrijze, zeer waterrijke, onrijpe, zeer kalkrijke klei |
| Cri2     | 35–60 cm | donkergrijze, zeer waterrijke, onrijpe, zeer kalkrijke klei |
| Cri3     | > 70 cm  | donkergrijze, zeer kalkrijke zavel                          |